# Валпурга
Валпурга светитељка Римокатоличке цркве, заштитница од враџбина и вештица. Валпургијска ноћ: по старом немачком народном веровању-ноћ између 30. априла и 1. маја, када се састају вештице (описана у Гетеовом делу Фауст).